# 버디 리치
버나드 버디 리치(Bernard "Buddy" Rich, 1917년 9월 30일 ~ 1987년 4월 2일)는 미국의 재즈 드러머이자 밴드리더였다. 그는 "세계 최고의 드러머" 로 묘사되는 인물로, 훌륭한 테크닉, 파워, 그루브와 스피드로 유명하였다.
드러머로서는 공전의 테크니션으로, 활동  당시에는 그의 기술을 능가할 사람이 없었다. 1940년대부터 자신만의 빅 밴드의 리더가 되어 1987년 사망할 때까지 여러 공연을 순회하며 많은 음반들을 내놓았으며,  1980년도에 버클리 음악 대학에서 명예 박사 학위를 수여받았다.